# Tiro a segno (film)
Tiro a segno (The High Sign), conosciuto anche come "Il segno del riconoscimento", è una comica scritta e diretta da Buster Keaton e Eddie Cline e interpretata da Buster Keaton.

## Trama
Buster trova lavoro in un tiro a segno dove un uomo gli chiede di essere protetto. Dei criminali ordinano però a Buster di uccidere quell'uomo. Per amore della figlia di questo, lo difende sconfiggendo i criminali con delle trappole.